# Laserna
Pour l'homme politique espagnol, voir Fernando de Laserna.
Laserna en espagnol ou Serna en basque, est une commune ou contrée de la municipalité de Laguardia dans la province d'Alava dans la Communauté autonome basque.

## Référence
1. ↑  Officiellement « Laserna » Euskal Herriko leku 2012-07-25 (Site d'Euskaltzaindia ou Académie de la langue basque)